# Maxillaria porrecta
Maxillaria porrecta är en orkidéart som beskrevs av John Lindley. Maxillaria porrecta ingår i släktet Maxillaria och familjen orkidéer. Inga underarter finns listade i Catalogue of Life.